# 艾斯康比亞縣 (佛羅里達州)
艾斯康比亞郡（英語：Escambia County）是美国佛罗里达州最西部的一個縣，北、西臨亚拉巴马州（其中北臨同名郡），面積2,268平方公里。根據2020年美國人口普查，共有人口32萬1,905人，縣治彭萨科拉。該縣成立於1821年7月21日，是該州最早的兩個縣之一（另一個是聖約翰斯縣，當時以薩旺尼河為界）。縣名是西班牙语，是「交易」的意思。另一說是當地一條河流的名稱，又名科尼卡河。

## 外部連結
- 艾斯康比亞郡